# 홋카이도 제11구
홋카이도 제11구(일본어: 北海道第11区, ほっかいどうだい11く)는 일본의 중의원 선거구이다. 1994년 공직선거법 개정으로 신설되었다.

## 지역
- 오비히로시
- 도카치 종합진흥국 관할구역

일본 전국에서 홋카이도 제12구 다음으로 면적이 가장 넓은 선거구이다.

## 역사
나카가와 이치로 의원 재직시절부터 이어지는 나카가와 가문의 지역기반으로 그 위세가 대단해 '나카가와 왕국' (中川王国)이라 불리기도 했다. 그 지반을 물려받은 나카가와 쇼이치는 소선거구제 이후 총선을 비롯해 8회 연속 당선되었다. 소선거구로 바뀐 이후에도 30만 명에 달하는 인구의 선거구에서 많게는 6만표차에 달하는 초강세를 보여 왔다.
하지만, 제45회 중의원 의원 총선거그럼,민주당의이시카와 도모히로이 3만 표 가까운 차등 나카가와 쇼이치를 꺾고 46년간 계속된 나카가와 왕국은 붕괴했다.나카가와 쇼이치는비례 홋카이도 블록자민당의 3위였지만, 이 선거에서는 자민당이 참패하는 비례 홋카이도 블록에서도 2석에 그친다비례 부활도 안 된다.그 해 10월에 나카가와 쇼이치는 급서[1]하고 한동안 11구의 자민당 후보는 후계자 부재이다.
하지만 2009년 제45회 일본 중의원 의원 총선거에서 민주당의 이시카와 도모히로 후보가 3만표 가까운 표차로 나카가와 쇼이치를 꺾고 당선에 이르면서, 46년간 계속됐던 나카가와 왕국을 붕괴시켰다. 나카가와 쇼이치는 홋카이도 블록에서 자민당 3위 비례대표로 나섰지만 해당 총선에서 자민당이 참패하는 바람에 홋카이도 블록 내에서도 2석에 그쳤으며, 비례부활도 하지 못하고 그대로 낙선하고 만다. 그해 10월 나카가와 쇼이치는 급작스럽게 사망하면서, 제11구의 자민당 후보는 한동안 후계자가 없는 상황이 지속되었다. 아이러니한 것은 이시카와 의원 역시 리쿠잔 사건에 연루되면서 정치자금규정법 위반으로 체포, 2010년 2월 기소되면서 민주당을 탈당하였다. 의원직을 사퇴하지는 않았지만 한때 국회 여당과 제1야당의 양대 정당 중에서 11구의 지역기반을 지니는 국회의원은 부재할 수밖에 없었다.
2012년 제46회 총선에서는 사망한 나카가와 쇼이치를 대신하여 지역기반을 이어받은 아내 나카가와 이쿠코가 출마하고, 이시카와도 무소속에서 신당대지에 입당해 출마하였다. 민주당은 후보자를 내지 않고 자주투표를 하도록 했다. 선거 결과 나카가와 이쿠코가 이시카와를 꺾고 초선 의원으로 당선되어 복수전에 성공하였다. 2014년 제47회 총선에서는 이시카와가 공민권 정지로 출마하지 못하고, 민주당은 신인후보를 영입했으나 이전 총선보다 더 큰 격차로 나카가와 의원이 당선되었다.

## 역대 국회의원
| 선거          | 선거          | 의원              | 정당       |
| ------------- | ------------- | ----------------- | ---------- |
|               | 1996년 제41회 | 나카가와 쇼이치   | 자민당     |
| 2000년 제42회 |               | 나카가와 쇼이치   | 자민당     |
| 2003년 제43회 |               | 나카가와 쇼이치   | 자민당     |
| 2005년 제44회 |               | 나카가와 쇼이치   | 자민당     |
|               | 2009년 제45회 | 이시카와 도모히로 | 민주당     |
|               | 2012년 제46회 | 나카가와 이쿠코   | 자민당     |
| 2014년 제47회 |               | 나카가와 이쿠코   | 자민당     |
|               | 2017년 제48회 | 이시카와 가오리   | 입헌민주당 |
|               | 2021년 제49회 | 이시카와 가오리   | 입헌민주당 |
| 2024년 제50회 |               | 이시카와 가오리   | 입헌민주당 |

## 같이 보기
- 홋카이도 선거구